# Roadrunner Records
Roadrunner Records es un sello discográfico especializado en rock y heavy metal.

## Historia
El sello fue creado en los Países Bajos en la década de 1980 bajo el nombre de "Roadracer Records". El negocio del sello era importar música pesada estadounidense a Europa. En 1986, Roadrunner abrió una oficina en Nueva York, EE. UU. y últimamente lo ha hecho en Inglaterra, Alemania, Francia, Japón y Australia.
Los primeros éxitos del sello fueron por parte de King Diamond y Annihilator. El sello también distribuyó los primeros lanzamientos de Metallica en la región escandinava. A finales de la década de 1980 lanzó dos grandes discos: Slowly We Rot de Obituary y Beneath the Remains de Sepultura.
A principios de la década de 1990 llegaron al sello las bandas Deicide y Type O Negative, los cuales han tenido un gran éxito. En 1993, Type O Negative se convirtió en la primera banda del sello en obtener un disco de platino. A comienzos de 2001 el sello comenzó a ser distribuido por Universal Music Group a través de "The Island Def Jam Music Group". Este acuerdo ya ha expirado.
El 18 de diciembre de 2006, Warner Music quería comprar el 73.5 % del sello. El acuerdo quedó formalizado el 29 de enero de 2007, tras recibir la autorización regulatoria en Alemania.
En 2008, Roadrunner Records fue elegida como "Mejor Discográfica de Metal" por Metal Hammer en sus premios Golden Gods, un premio que ya ha ganado por tres años consecutivos.